# Fluminicola fuscus
Fluminicola fuscus är en snäckart som först beskrevs av Samuel Stehman Haldeman 1847.  Fluminicola fuscus ingår i släktet Fluminicola och familjen tusensnäckor. Inga underarter finns listade i Catalogue of Life.